# Городнянська сільська рада (Столинський район)
Городнянська сільська́ ра́да (біл. Гараднянскі сельсавет) — адміністративно-територіальна одиниця у складі Столинського району Берестейської області Білорусі. Адміністративний центр — село Городна.

## Склад
Населені пункти, що підпорядковувалися сільській раді станом на 2009 рік:
| Населений пункт | Тип  | Населення, осіб (2009) |
| --------------- | ---- | ---------------------- |
| Городна         | село | 1023                   |
| Деревна         | село | 150                    |
| Колонія         | село | 35                     |
| Листянки        | село | 65                     |
| Лучиця          | село | 85                     |
| Новий Поселок   | село | 149                    |
| П'ясове         | село | 116                    |

## Населення
За переписом населення Білорусі 2009 року чисельність населення сільської ради становила 1623 особи.

### Національність
Розподіл населення за рідною національністю за даними перепису 2009 року:
| Національність | Осіб | Відсоток |
| -------------- | ---- | -------- |
| білоруси       | 1609 | 99,14 %  |
| українці       | 12   | 0,74 %   |
| росіяни        | 1    | 0,06 %   |
| поляки         | 1    | 0,06 %   |
| Разом          | 1623 | 100 %    |